# Warcimino
Warcimino (kaszb. Wôrcémino) – wieś w Polsce położona w województwie pomorskim, w powiecie słupskim, w gminie Potęgowo.
W latach 1975–1998 miejscowość administracyjnie należała do województwa słupskiego.